# 松下冷機
松下冷機株式会社（まつしたれいき、英文社名 Matsushita Refrigeration Company）は、冷蔵庫や自動販売機、コンプレッサーなど冷熱機器を製造する、松下グループ（現パナソニックグループ）の企業であった。松下ホームアプライアンス社（現アプライアンス社）、松下食品システム（現パナソニックフードアプライアンス）株式会社とともに、松下電器産業（現パナソニック）の家電・冷熱空調部門であるホームアプライアンスグループを構成していたが、松下ホームアプライアンス社の再編にともない2008年4月1日に松下電器産業に吸収され消滅した。

## 沿革
- 1939年 - 中川機械株式会社を設立
- 1952年 - 松下電器産業と資本提携
- 1953年 - 中川電機株式会社に社名変更、電気冷蔵庫の生産開始
- 1972年 - 松下冷機株式会社に社名変更
- 2000年 - 松下電器産業の完全子会社化
- 2008年4月1日 - 松下電器産業に吸収合併